# 鷲巣義明
鷲巣 義明（わしず よしあき、1961年9月22日 - ）は、日本の映画文筆家。静岡県静岡市生まれ。ジョン・カーペンター研究家としても知られる。

## 経歴
ジョン・カーペンター監督のホラー映画『ハロウィン』（1978年）に触発され、81年上京。映画宣伝会社勤務を経て、1990年に映画関係のフリーライターに。以後、ホラー、SFの分野を中心に幅広く執筆活動を続けている。
特にこの道を志すきっかけとなった、ジョン・カーペンターに対する思い入れは強く、各種雑誌での新作紹介、DVDやパンフレットの解説文など、数多くのカーペンター関係の記事を執筆している。また日本では数少ない、カーペンター専門の同人誌を発行しており、過去には朝松健を始めとする、著名なホラー作家も執筆陣に名を連ねていた。
また、08年に『ゴジラ対ヘドラ』を中心に国内外の公害怪獣＆公害怪人が登場した映像作品を紹介した研究同人誌「HEDORAH／公害怪獣の映像世界」を発行し、2011年にはそれを大幅に増補改訂した研究同人誌「HEDORAH／公害怪獣の映像世界・最終版」を出して公害怪獣ファンを喜ばせた。

## 著書

### 単著
- 『デストピア聖典 SF&ホラー映画の黙示録』（フィルムアート社、2000年）
- 『恐怖の映画術 ホラーはこうして創られる』（キネマ旬報社、2006年）

### 共編著
- 『ホラーの逆襲 ジョン・カーペンターと絶対恐怖監督たち』（フィルムアート社、1998年、編）
- 『富江replayパーフェクト・ブック 映画「富江replay」シナリオ&写真集』（朝日ソノラマ、2000年、監修・構成）
- 『ホラー映画クロニクル』（扶桑社ムック、2008年、共著）
- 『東宝特撮総進撃』（洋泉社ムック、2009年、寄稿）
- 『ジョン・カーペンター 恐怖の倫理』（洋泉社、2011年、監修）
- 『ジョン・カーペンター読本』（boid、2018年、寄稿）[1]